# Mati Unt
Mati Unt   (comtat de Jõgeva, 1 de gener de 1944 - Tallinn, 22 d'agost de 2005) va ser un escriptor, assagista i director de teatre estonià.

## Biografia
La seva primera novel·la, escrita als 18 anys després d'haver acabat el batxillerat, va ser Hüvasti, kollane kass (Adéu, gat groc). Va completar la seva formació en literatura, periodisme i filologia a la Universitat de Tartu. Després d'això, va exercir com a director del Teatre Vanemuine de 1966 a 1972, va ocupar el mateix càrrec al Teatre Juvenil fins al 1991, i després al Teatre Dramàtic Estonià fins al 2003, quan es va convertir en escriptor autònom.
Unt va estar casat amb la periodista i guionista de televisió Ela Tomson des de 1965, fins al seu divorci el 1973.
Es va unir a la Unió d'Escriptors d'Estònia el 1966. El 1980, va ser nomenat escriptor d'honor de la RSS d'Estònia, i aquest mateix any es va convertir en un dels signants de la Carta de 40 intel·lectuals. L'any 2000 va rebre l’Orde de l'Estrella Blanca.
L'any 2005, poc abans de la seva mort, va esdevenir professor d'arts liberals a la universitat. Està enterrat al cementiri de Metsakalmistu a Tallinn.

## Obres
Quatre novel·les successives, Võlg (El deute, 1964), Elu võimalikkusest kosmoses (Sobre la possibilitat de la vida a l'espai, 1967), Kuu nagu kustuv päike (La lluna com el sol sortint, 1971) i Must mootorrattur (El motociclista negre), va establir la seva reputació com a escriptor principal. A més, va ser fonamental per portar el teatre d'avantguarda a l'Estònia postsoviètica.
Diverses de les seves novel·les han estat adaptades al cinema des de la seva mort, incloent Sügisball (Bala de tardor) el 2007 per Veiko Õunpuu.

### Novel·les, contes
- Hüvasti, kollane kass (1963)
- Võlg (1964)
- Elu võimalikkusest kosmoses (1967)
- Mõrv hotellis (1969)
- Kuu nagu kustuv päike (1971; selecció)
- Tühirand (1972)
- Ja kui me veel surnud ei ole, siis elame praegugi (1973)
- Mattias ja Kristiina (1974; selecció)
- Via regia (1975)
- Must mootorrattur (1976; selecció)
- Sügisball (1979)
- Räägivad (1984)
- Räägivad ja vaikivad (1986)
- Öös on asju (1990)
- Doonori meelespea (1990)
- Tere, kollane kass! (1992)
- Brecht ilmub öösel (1996)

### Reproduccions
- See maailm või teine (1966)
- Phaethon, päikese poeg (1968)

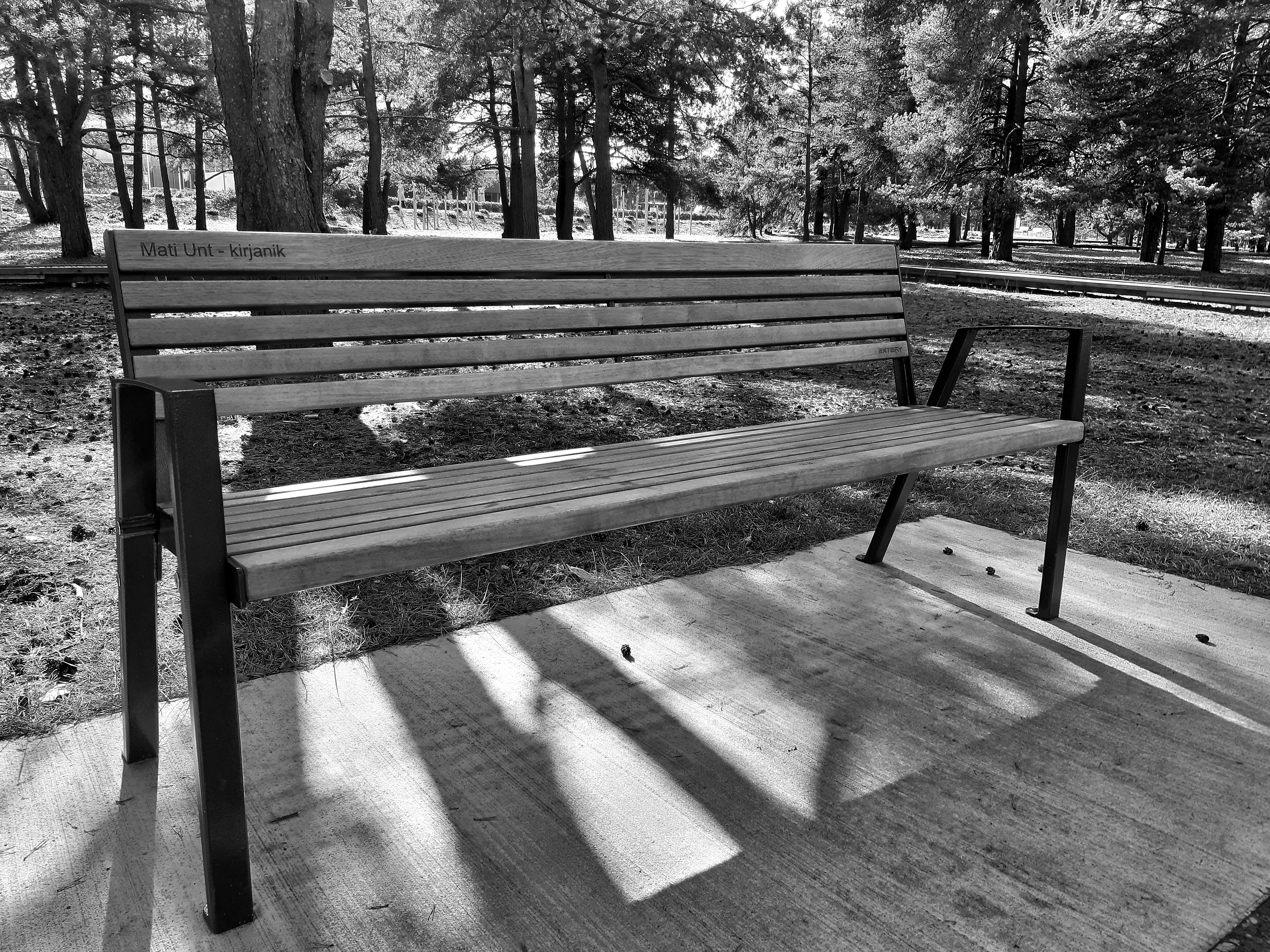
Banc commemoratiu de Mati Unt a Mustamäe

- Charley tädi (1970, dramatització)
- Südasuvi 1941 (1970, dramatització)
- Viimnepäev (1972)
- Kolm põrsakest ja hea hunt (1973)
- Good-bye, baby (1975)
- Kümme neegrit (1976)
- Peaproov (1977)
- Vaimude tund Jannseni tänaval (1984)
- Huntluts (1999,obres basades en motius d'Oskar Luts)
- Graal! (2001)'
- Stiil ehk Mis on maailma nimi
- Meister ja Margarita (2001, una obra de teatre basada en la novel·la homònima de Mikhail Bulgakov)
- Vend Antigone, ema Oidipus (2006, una obra de teatre basada en les tragèdies de Sòfocles i Eurípides)

### Guions de pel·lícules
- Võlg (1966)
- Saja aasta pärast mais (1987)
- Surma hinda küsi surnutelt (1977)
- Sügisball (2007)

### Assajos
- Kuradid ja kuningad (1989)
- Ma ei olnud imelaps (1990)
- Argimütoloogia sõnastik (1993)
- Vastne argimütoloogia (1996)
- Sirise, sirise, sirbike (2003)
- Theatrum mundi (2004)
- Painajalik sundmõte. Sirbi veerukirjad 1997-2005 (2024, Tallinna kirjanduskeskus, ISBN 9789916972120)

### Traduccions
- Vabahärra von Münchhauseni imepärased reisid ja seiklused (Gottfried August Bürger) (1974, 1992)
- Tänapäeva müüt: asjadest, mida nähakse taevas (Carl Gustav Jung) (1995)
- Paberlaevuke (Eugenio Barba) (1999)

## Produccions

### Al Teatre Vanemuine
- The Robbers de Friedrich Schiller (1983)
- Iwona, princesa de Borgonya (1994) de Witold Gombrowicz
- Amor celestial i terrenal de  A. H. Tammsaare(1995)
- Lark de Jean Anouilh(1997)
- La tragèdia de Hamlet de William Shakespeare (1997)
- The Wedding de Witold Gombrowicz (1999)
- El mestre i Margarita de Mihhail Bulgakov (2000)
- The Cherry Orchard (2001) d'Anton Txejov
- El germà Antígona, la mare Èdip (2003)
- Master Builder Solness de Henrik Ibsen (2004)

### Al Teatre Juvenil
- Cançons de Hamlet (1978)
- Ho entendrà la propera generació, un nou camarada llunyà? (1978)
- La confessió d'un escurçó de Alexei Tolstoi (1979)
- Vaig estimar un alemany d'A. H. Tammsaare(1980)
- Un heroi del nostre temps de Mihhail Lermontov (1980)
- Confessions de l'inframón de Fyodor Dostoievski  (1981)
- La casa de Bernarda Alba de Federico García Lorca(1982)
- Torquato Tasso de Johann Wolfgang von Goethe(1982)
- Flors per a Algernon de Daniel Keyes (1983)
- El retorn a casa de Cabbage Head i Kalev d'Oskar Luts (1983)
- La història d'amor del segle de Märta Tikkanen (1984)
- Les criades de Jean Genet (1988)
- Tango de Sławomir Mrożek (1989)
- A la petita mansió de Stanisław Ignacy Witkiewicz (1990)
- Helene, Marion and Felix de  Friedebert Tuglas (1990)
- Priius: un regal preciós. Un regal del cel d'A. H. Tammsaare (1991)
- Persecució i assassinat d'un amic del poble en un hospital mental sota el control d'un sàdic de Peter Weiss (1992)